# Gabernik
Gabernik este o localitate din comuna Slovenska Bistrica, Slovenia, cu o populație de 454 de locuitori.